# 14134 Penkala
14134 Penkala è un asteroide della fascia principale. Scoperto nel 1998, presenta un'orbita caratterizzata da un semiasse maggiore pari a 2,5507372 UA e da un'eccentricità di 0,1217526, inclinata di 4,47798° rispetto all'eclittica.